# Debrzno (gromada)
Debrzno – dawna gromada, czyli najmniejsza jednostka podziału terytorialnego Polskiej Rzeczypospolitej Ludowej w latach 1954–1972.
Gromady, z gromadzkimi radami narodowymi (GRN) jako organami władzy najniższego stopnia na wsi, funkcjonowały od reformy reorganizującej administrację wiejską przeprowadzonej jesienią 1954 do momentu ich zniesienia z dniem 1 stycznia 1973, tym samym wypierając organizację gminną w latach 1954–1972.
Gromadę Debrzno z siedzibą GRN w mieście Debrznie (nie wchodzącym w jej skład) utworzono 31 grudnia 1961 w powiecie człuchowskim w woj. koszalińskim z obszarów zniesionych gromad Cierznie i Strzeczona w tymże powiecie.
W 1965 roku gromadą zarządzało 21 członków gromadzkiej rady narodowej.
1 stycznia 1969 do gromady Debrzno włączono miejscowości Bolesławowo, Gniewno, Grzymisław, Jeleniec, Kostrzyca, Milachowo, Rozdoły, Smug, Stanisławka i Strzeszyn o łącznej powierzchni 2453 ha z miasta Debrzno w tymże powiecie.
31 grudnia 1971 do gromady Debrzno włączono obszar zniesionej gromady Stare Gronowo (bez wsi Batorowo i Białobłocie) w tymże powiecie, a także wieś Uniechów ze zniesionej gromady Barkowo oraz  wieś Myśligoszcz ze zniesionej gromady Mosiny tamże.
Gromada przetrwała do końca 1972 roku, czyli do kolejnej reformy gminnej. 1 stycznia 1973 w powiecie człuchowskim utworzono gminę Debrzno.